# Institut für Interdisziplinäre Gebirgsforschung

Logo der ÖAW

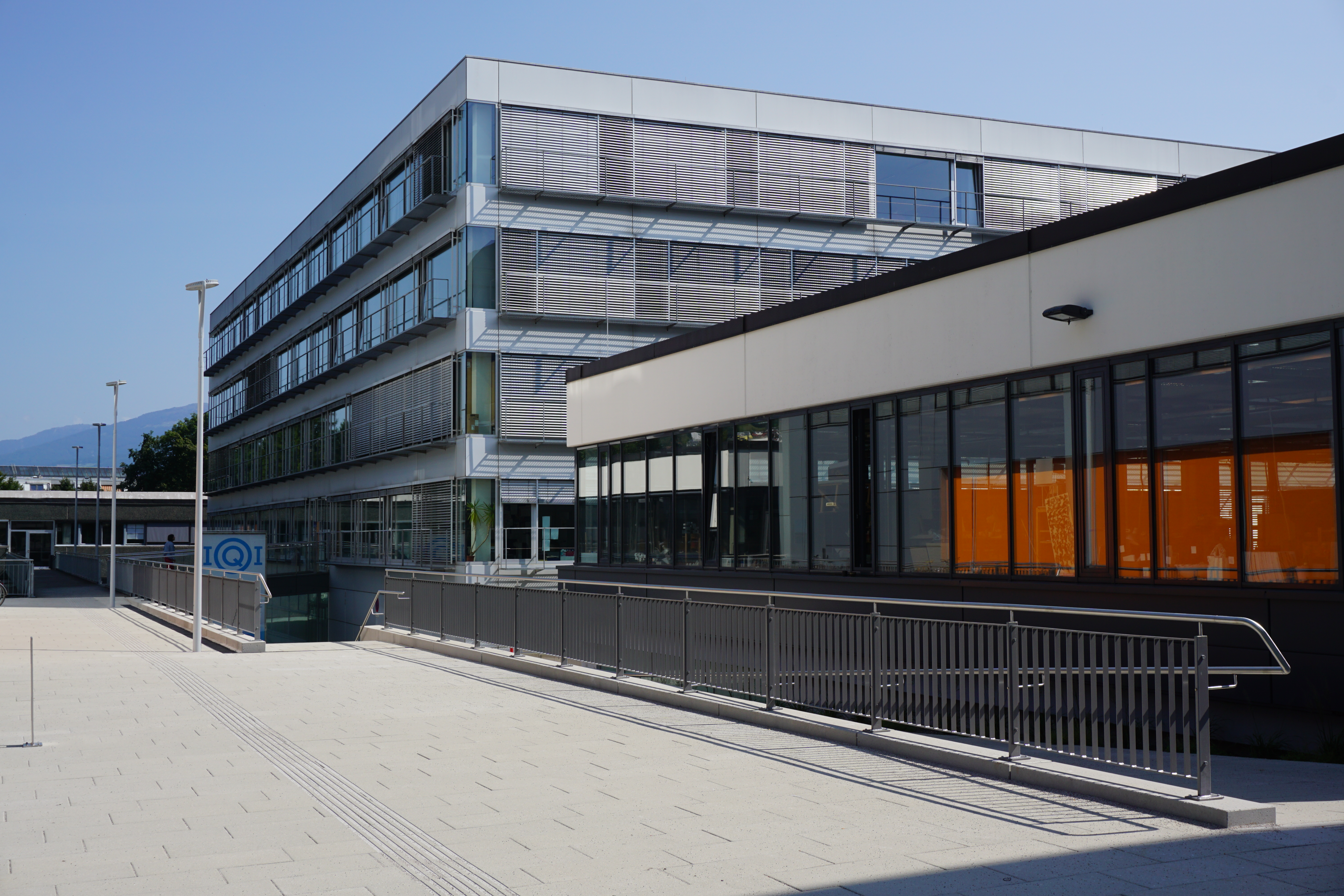
Das ICT-Gebäude am Standort Innsbruck.

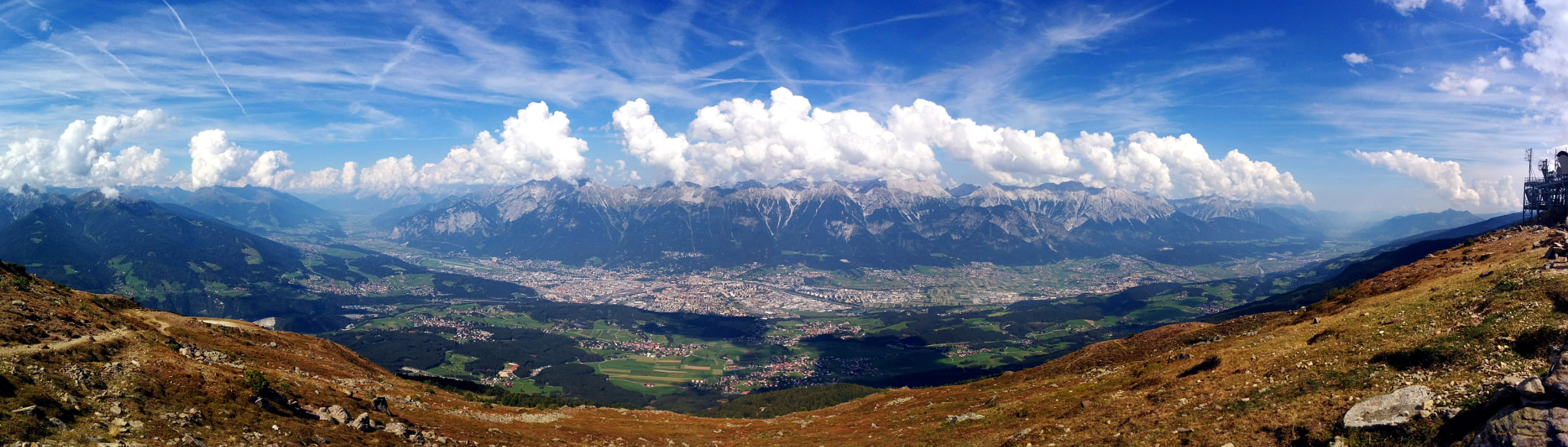
Gebirgsforschung am Standort Innsbruck.

Das Institut für Interdisziplinäre Gebirgsforschung (IGF), zuvor Institut für Gebirgsforschung: Mensch und Umwelt,  ist eine Einrichtung der Österreichischen Akademie der Wissenschaften in Innsbruck.

## Geschichte und Struktur
Das Institut wurde am 1. April 2006 als Forschungsstelle der Österreichischen Akademie der Wissenschaften eingerichtet und 2010 in ein Institut umgewandelt. Es umfasste die Abteilungen „GLORIA“, „Man & Environment“ und „Global Change“. 2012 erfolgte auf Beschluss der Akademie die Aufhebung der Befristung und die Umbenennung in Institut für Interdisziplinäre Gebirgsforschung. Es ist in vier Abteilungen (Ökologie und Klimafolgen, Mensch-Umwelt Beziehung, Globaler Wandel und Scientific Support) gegliedert und hat neun Planstellen und insgesamt 28 Mitarbeiter. Direktor war seit Gründung bis Ende 2016 Axel Borsdorf, aktuell wird das Institut von Margreth Keiler geleitet, stellvertretende Direktorin ist Andrea Fischer.

## Aufgaben und Ziele
Das Institut setzt sich zum Ziel, Forschung in den Gebirgsräumen der Erde interdisziplinär und in enger Kooperation mit internationalen Wissenschaftlergruppen durchzuführen. Rund 12 % der Menschheit lebt in Gebirgsräumen. Von den Gebirgen und ihren Ressourcen (Wasser, Energie, Mineralien etc.) profitiert dagegen mehr als die Hälfte der Weltbevölkerung. Gebirge sind jedoch ökologisch und ökonomisch höchst sensible Räume. Daher kommt der Untersuchung der Einflüsse von Klimawandel und Globalisierung eine hohe Relevanz für die Zukunftsfähigkeit der Menschheit zu.
Mit der Gründung des Instituts für Interdisziplinäre Gebirgsforschung (IGF) hat die Österreichische Akademie der Wissenschaften im Alpenland Österreich eine Forschungseinrichtung geschaffen, die Österreich eine führende Rolle in der internationalen interdisziplinären Gebirgsforschung (engl. Montology) eingebracht hat. In zahlreichen EU-Projekten wirkte das IGF als Koordinator oder Partner mit (u. a. mountain.TRIP, WikiAlps, AlpES).
Am IGF werden der globale Wandel und sein Einfluss auf Bergregionen weltweit untersucht. Hierzu dienen v. a. mehr als 400 Beobachtungsstationen (in 120 Untersuchungsgebieten) in den wichtigsten Gebirgen der Welt (GLORIA), die Erfassung und Auswertung von Gletscherbewegungen und -massenbilanzen in den Ostalpen sowie Langzeitmonitoring zur Raumentwicklung für den gesamten Alpenraum. Die Erfassung von Klimaänderungen und deren Folgen sowie der Effekte der Globalisierung ist ohne langfristiges Monitoring nicht möglich. Die ÖAW, die aufgrund ihrer Rahmenbedingungen im Gegensatz zu den Universitäten speziell auf die Durchführung von Langzeitforschung ausgerichtet ist, betreibt mit dem IGF einige aussagekräftige Programme, die im Zuge der aktuellen Klima- und Nachhaltigkeitsdiskussion einen besonderen Wert darstellen.
Klimawandel und Globalisierung werden darüber hinaus unter der Fragestellung von Mensch-Umwelt-Beziehungen in Kulturlandschaften, Gebirgsstädten und in Bergschutzgebieten untersucht, unter Umsetzung von inter- und transdisziplinären Ansätzen und in Kooperation mit internationalen Partnern. Dies ist in Österreich ein Alleinstellungsmerkmal des IGF, aber auch international arbeiten nur wenige Gebirgsforschungsinstitute inter- und transdisziplinär.
Ökologische, soziale und ökonomische Fragestellungen werden miteinander verknüpft und langfristig bearbeitet. Die Erkenntnisse dienen neben der Grundlagenforschung der Erarbeitung von Entwicklungs- und Adaptationsstrategien.
Das IGF fühlt sich nicht nur in den Alpen dem Nachhaltigkeitsansatz der Alpenkonvention verpflichtet. Die an der Forschungsstelle durchgeführten Projekte sind so konzipiert, dass die Ergebnisse auch für andere Gebirgsregionen in Wert zu setzen sind.

## Auszeichnungen
2012 wurde der stellvertretende Direktor des IGF, Georg Grabherr von einer hochrangigen Jury zum Wissenschafter des Jahres gewählt. 2013 wurde die IGF-Mitarbeiterin Andrea Fischer mit dem Austria 2013 als Österreicher des Jahres im Bereich Forschung für ihre Leistungen im Bereich der langfristigen Gletscherforschung ausgezeichnet. Als sie 2023 zum Wissenschafter des Jahres  wurde, war sie die bis dahin jüngste Forscherin die dieses Prädikat erhielt. 2015 erhielt Kay Helfricht als erster Preisträger den hochdotierten Dr.-Gottfried-und-Dr.-Vera-Weiss-Preis. 2015 wurde das Institut als Regional Educational Competence Center von der Bundesministerin für Bildung und Forschung ausgezeichnet. Anlässlich seiner Verabschiedung 2016 wurde Axel Borsdorf durch die Österreichische Geographische Gesellschaft die Franz-von-Hauer Medaille verliehen.

## Publikationen
Das Institut gibt seit 2006 die Reihe IGF-Forschungsberichte und seit 2008 die Zeitschrift eco.mont – Journal on Protected Mountain Areas Research and Management heraus. Letztere wird im Science Citation Index Expanded gelistet. 2008 wurde im Rahmen des EU-Projektes DIAMONT der Alpenatlas in fünf Sprachen im Spektrum Akademischer Verlag herausgegeben. Im Jahre 2010 erschien der Sammelband Challenges for Mountain Regions. Tackling Complexity im Wiener Böhlau Verlag.